# مراقب (مسلسل)
مراقب (بالكورية: 왓쳐)؛ هو مسلسل تلفزيوني كوري جنوبي من بطولة هان سوك كيو، سو كانغ جون وكيم هيون جو. عرض المسلسل على قناة أو سي إن في الفترة من 6 يوليو حتى 25 أغسطس 2019.

## روابط خارجية
- مراقب على موقع IMDb (الإنجليزية)
- مراقب على موقع كينوبويسك (الروسية)
- مراقب على موقع قاعدة بيانات الفيلم (الإنجليزية)